# Nikola Radošević
Nikola Radošević, hrvaški general, * 20. april 1914, † ?.

## Življenjepis
Leta 1942 je vstopil v NOVJ in KPJ. Med vojno je bil na poveljniških položajih več enot.
Po vojni je bil načelnik štaba divizije in korpusa, predavatelj taktike na VVA JLA, načelnik oddelka v SSNO,...